# Dajr al-Ahmar
Dajr al-Ahmar (arab دير الأحمر; pol. Czerwony Klasztor) – miasto we wschodnim Libanie, w dystrykcie Kada Baalbek, 100 km od Bejrutu, siedziba maronickiego biskupstwa Baalbek-Dajr al-Ahmar.